# Hudební videohra

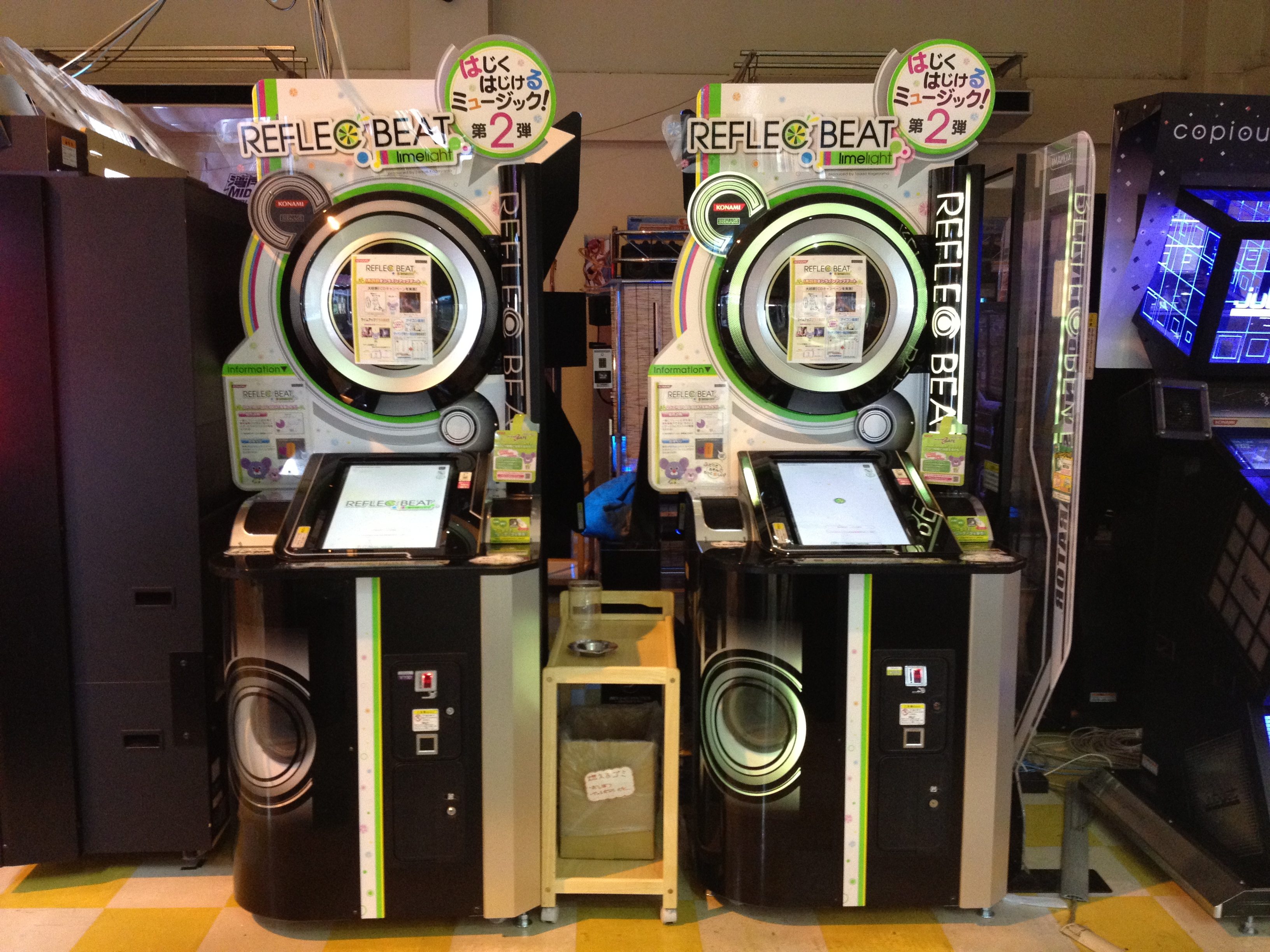
Automat s hudební videohrou

Hudební videohra je taková hra, v níž je úkolem hráče rozlišit rytmus skladby a podle něj nějakým způsobem jednat. Buďto potvrzovat noty mačkáním různých tlačítek nebo kláves, máváním rukou, šlapání nohou, tleskání, hrou na bubny nebo třeba točením mixážního disku.
- Beatmania
- Pop'n Music
- Taiko no Tatsujin
- Keyboard Mania
- Karaoke Revolution
- Drummania
- Osu!